# 마미아 오라켈라슈빌리
마미아 드미트리예비치 오라켈라슈빌리(조지아어: მამია დიმიტრის ძე ორახელაშვილი, 러시아어: Мамия Дмитриевич Орахелашвили, 1881년 6월 10일 ~ 1937년 12월 11일)는 조지아의 볼셰비키이자 러시아와 조지아의 혁명 운동에 정력적으로 참여한 소련의 정치인이었다.

## 어린 시절 및 경력
오라켈라슈빌리는 러시아 제국(오늘날 조지아에서)의 쿠타이시현에서 지주 집안에서 태어나 하르키우 대학교와 상트페테르부르크 군사 의학 아카데미에서 의학을 공부했다. 그는 1903년 러시아 사회민주노동당의 볼셰비키 파벌에 가입했고 1905년 페테르스부르크 봉기에 적극적으로 참여했다. 1906년과 1914년 사이에 그는 차르의 경찰에 의해 여러 번 체포되었다.

## 러시아 혁명
1917년 볼셰비키가 권력을 장악한 후 오라켈라슈빌리는 블라디캅카스 소련의 의장을 맡았다. 1918년과 1920년 사이에 그는 조지아 민주공화국의 지하 볼셰비키 그룹에서 일했고, 조지아 정부에 의해 체포되었다. 그는 조지아와 소비에트 러시아 사이의 모스크바 조약 (1920년 5월)에 따라 석방되었고 최근 합법화된 조지아 공산당의 의장이 되었다. 1921년 2월, 그는 남부 조지아에서 볼셰비키 전환에 참여했는데, 이는 블라디미르 레닌 정부가 조지아에 대한 붉은 군대의 침공을 위한 구실로 사용되었다. 그는 이아코프 모이세예비치 샤피르 (1921년)의 멘셰비키 조지아의 비밀 서문에 소련의 침략을 정당화하기 위해 기록 자료가 사용되었다.

## 사망
1937년 대숙청 기간 동안, 그는 체포되어 처형되었다. 그의 아내인 그루지야 소비에트 사회주의 공화국의 교육부 장관 마리암 오라켈라슈빌리는 고문을 당하고 감옥에서 총살되었다. 그들의 딸 케테반은 굴라크 수용소로 보내졌고, 그녀의 남편인 저명한 지휘자 에브게니 미켈라제는 고문을 당해 죽었다. 그들은 1955년에 재건되었다.